# Dépression d'Islande
La dépression d’Islande désigne une zone entre le Groenland et l’Islande où l'on retrouve en moyenne des centres de basses pressions atmosphériques durant une partie importante de l'année. Sur des cartes de moyenne mensuelle de pression, particulièrement en hiver, la région montre une dépression semi-permanente qui agit comme l'un des centres principaux de la circulation atmosphérique dans l'hémisphère nord.

## Description
La zone que l'on appelle la dépression d’Islande est quotidiennement le lieu de passage de dépressions et d'anticyclones qui se déplacent du continent nord-américain vers l’Europe du Nord en utilisant le courant-jet. Il ne s'agit donc pas d'une dépression stationnaire. Cependant, en général les cyclones extratropicaux qui y passent sont beaucoup plus intenses que les hautes pressions. Ces dépressions y atteignent souvent leur intensité maximale tout en ralentissant leur mouvement et peuvent même y devenir des dépressions coupées. La moyenne mensuelle de pression montre donc un centre dépressionnaire fermé.
La dépression d’Islande est à son maximum durant l'hiver avec une pression moyenne de 996 hPa dans la région. En été, la pression se démarque beaucoup moins des zones environnantes et se divise en deux secteurs : le premier dans le détroit de Davis et le second à l’ouest de l’Islande. On retrouve une zone similaire dans le Pacifique Nord que l'on appelle la dépression des Aléoutiennes. Les deux se retrouvent dans le corridor de passage des cyclones extratropicaux subarctiques, 50 à 70 degrés nord.

## Influences et variations

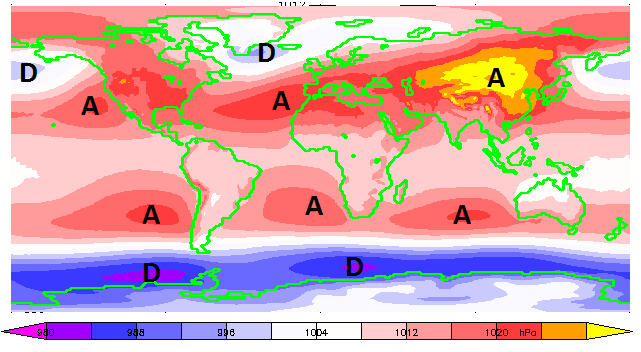
Pression moyenne au niveau de la mer autour de la Terre en décembre, janvier et février montrant les centres d'action (A et D)

À cause de la prédominance de cette dépression, la région environnante reçoit de l'eau provenant de diverses latitudes allant des tropiques à l’Atlantique Nord. La température de surface de la mer l'eau passe de 30 à 10 °C en remontant vers le nord depuis sa source, ce qui implique une humidité importante et des précipitations importantes.
La présence de cette zone dépressionnaire et de l’anticyclone des Açores plus au sud, deux systèmes semi-permanents, est une conséquence de la circulation générale au-dessus de l'Atlantique. Les systèmes météorologiques qui influencent la météorologie de l'Europe doivent passer entre ces deux pôles. On a noté une relation directe entre la variation de la différence de pression entre ceux-ci, l’oscillation nord-atlantique, et la variation des trajectoires des dépressions affectant l'Est de l'Amérique du Nord et l'Europe.
La position des zones chaudes et froides sur l'Atlantique Nord varie selon un cycle de 40 à 80 ans qu'on appelle l’oscillation atlantique multidécennale. Comme la position et l'intensité de la dépression d'Islande et de l'anticyclone des Açores est reliée à la température de surface de la mer, cette oscillation les influence également à long terme.